# Tratado de Barcelona (1529)
El tratado de Barcelona fue un acuerdo firmado entre el Papa Clemente VII y el Emperador  Carlos I el 29 de junio de 1529. Fue una consecuencia directa de la victoria de Carlos I sobre Francisco I en la batalla de Landriano durante la Guerra de la Liga de Cognac (una de las llamadas Guerras de Italia), que puso un final a las ambiciones de Francisco I por el dominio del norte de Italia.

## Antecedentes
Después de las victorias imperiales los estados italianos reaccionaron contra el dominio de Carlos, y en mayo de 1526 Venecia y la República de Florencia se unieron a la Liga de Cognac promovida por Francia.
El Papa en cambio, viendo los acontecimientos, abandonó la Liga de Cognac e hizo las paces con Carlos. La reconciliación formal y pública entre Clemente VII y el Emperador se llevó a cabo en el  documento final  firmado entre el papado y Carlos en este Tratado de Barcelona del 29 de junio de 1529.

## Acuerdos
Mediante el tratado de Barcelona el emperador reconoció el poder de los Sforza en Milán, devolvió los Estados Pontificios al Papa. Se comprometió a procurar el restablecimiento al pontífice de Rávena y Cervia, por Venecia lo cual consiguió. El papa reconocía la posesión de Módena y Reggio a Alfonso I de Este Duque de Ferrara, aliado de Carlos. Finalmente la promesa clave del emperador fue el compromiso para restablecer a los Médici en Florencia por la fuerza de las armas, en la persona de Alejandro de Médici (Sitio de Florencia y batalla de Gavinana).

## Consecuencias

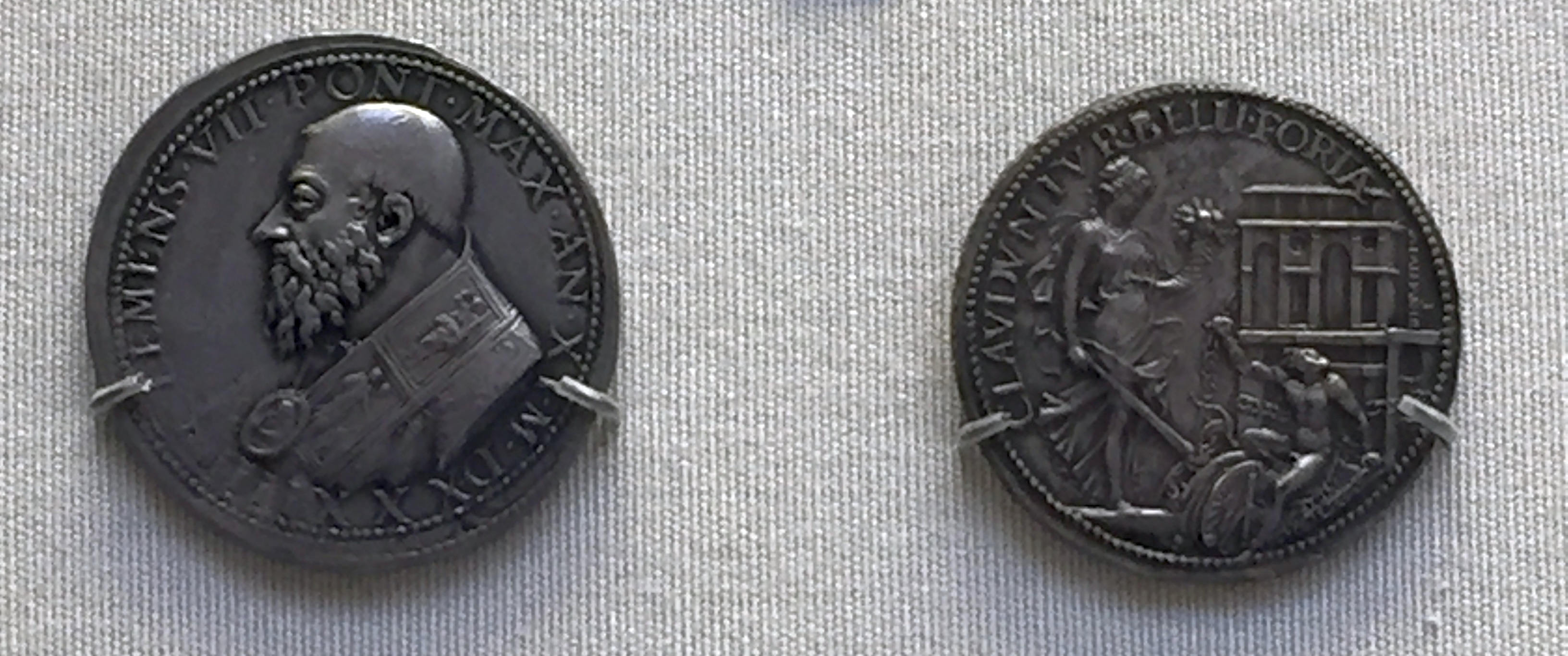
Medalla acuñada por Clemente VII para celebrar el Tratado de Barcelona.

Por el documento de Barcelona del 16 de julio de 1529, el Papa renunció a la Liga de Cognac y renovó en provecho de Carlos importantes privilegios fiscales que antes ya habían disfrutado los Reyes Católicos, aparte de la absolución otorgada a todos los que habían participado en el saqueo de Roma a quienes había excomulgado.
Venecia también se sumó al acuerdo, devolviendo en 1530 territorios a España como Bríndisi, Mola di Bari, Monopoli, Polignano a Mare y Trani, pagando además indemnizaciones.
La importancia del Tratado de Barcelona radica en el hecho de que dejó a Francisco I sin dos de sus principales aliados en la Liga de Cognac, preparando pues el terreno para la Paz de Cambrai que se firmó al cabo de un mes, el 5 de agosto de 1529.